# 馬德萊克 (明尼蘇達州)
馬德萊克（英語：Mud Lake）是位於美國明尼蘇達州馬歇爾縣的一個未組織地區。

## 地方資料
馬德萊克的面積為93.62平方千米，當中陸地面積為81.78平方千米，而水域面積為11.83平方千米。根據2020年美國人口普查的數據，當地共有人口0人，而人口密度為每平方千米0人。